# Nexus-2060
Nexus-2060 è il quinto album in studio del duo di musica elettronica giapponese Capsule, pubblicato il 9 febbraio 2005.

## Tracce
1. Nexus-2060 – 1:14
2. Space station No. 9 – 4:13
3. A.I. Automatic Infection – 3:14
4. Q&A – 0:09
5. Lucky Love – 4:22
6. Happy Life Generator – 4:59
7. Beautiful Hour – 7:49
8. Urban Complex – 2:07
9. World Fabrication – 4:44
10. Tokyo Smiling – 4:11